# Seznam románských rotund v Jihomoravském kraji
Seznam románských rotund v Jihomoravském kraji obsahuje dochované, přestavěné i zaniklé rotundy postavené v období předrománské a románské kultury. Je řazen podle okresů a obcí.

## Seznam
| Rotunda                         | Obrázek | Kategorie Commons                                                                                     | Okres      | Obec                         | Poznámka                                                                               | Souřadnice                                    |
| ------------------------------- | ------- | --- | ---------- | ---------------------------- | -------------------------------------------------------------------------------------- | --------------------------------------------- |
| Rotunda neznámého zasvěcení     |         | | Brno-město | Brno-Štýřice, Vídeňská ulice | zanikla, archeologický nález                                                           | 49°11′5″ s. š., 16°35′42″ v. d.               |
| Rotunda neznámého zasvěcení     |         | | Brno-město | Brno, Mendelovo náměstí      | archeologický nález; kostel svaté Anny                                                 | 49°11′30″ s. š., 16°35′38″ v. d.              |
| Rotunda neznámého zasvěcení     |         | Kategorie „Pohansko (hill fort)“ na Wikimedia Commons                                                 | Břeclav    | Pohansko                     | zanikla; archeologické stopy v areálu hradiště                                         | 48°44′0″ s. š., 16°54′ v. d.                  |
| Rotunda neznámého zasvěcení     |         | Kategorie „Mikulčice-Valy“ na Wikimedia Commons                                                       | Hodonín    | Mikulčice-Valy               | zanikla; VI. mikulčický kostel (dvouapsidový) v NKP Mikulčice-Valy                     | 48°48′19″ s. š., 17°5′30″ v. d.               |
| Rotunda neznámého zasvěcení     |         | Kategorie „Mikulčice-Valy“ na Wikimedia Commons                                                       | Hodonín    | Mikulčice-Valy               | zanikla; VII. mikulčický kostel v NKP Mikulčice-Valy                                   | 48°48′29″ s. š., 17°4′56″ v. d.               |
| Rotunda neznámého zasvěcení     |         | Kategorie „Mikulčice-Valy“ na Wikimedia Commons                                                       | Hodonín    | Mikulčice-Valy               | zanikla; IX. mikulčický kostel (se čtyřmi nikami uvnitř) v NKP Mikulčice-Valy          | 48°48′4″ s. š., 17°5′18″ v. d.                |
| Rotunda svatého Pantaleona      |         | Kategorie „Rotunda of Saint Pantaleon (Pustiměř)“ na Wikimedia Commons                                | Vyškov     | Pustiměř                     | dochované zbytky zdiva; kapacita až 200 lidí, pravděpodobně 1. polovina 12. století    | 49°19′33″ s. š., 17°1′48″ v. d.               |
| Rotunda svatého Václava         |         | | Znojmo     | Bítov                        | zatopena v roce 1933 Vranovskou přehradou; součást zaniklého kostela svatého Václava   | 48°56′37″ s. š., 15°41′53″ v. d. (orientační) |
| Rotunda svatého Oldřicha        |         | Kategorie „Chapel of Saint Ulrich (Hrádek)“ na Wikimedia Commons                                      | Znojmo     | Hrádek                       | karner; u kostela svatého Petra a Pavla                                                | 48°46′19″ s. š., 16°16′3″ v. d.               |
| Rotunda Nanebevzetí Panny Marie |         | Kategorie „Rotunda of the Assumption of the Virgin Mary (Plaveč)“ na Wikimedia Commons                | Znojmo     | Plavěč                       | před rokem 1234; zámek Plaveč                                                          | 48°55′47″ s. š., 16°4′47″ v. d.               |
| Rotunda svatého Ondřeje         |         | Kategorie „Chapel of Saint Andrew (Vranov nad Dyjí)“ na Wikimedia Commons                             | Znojmo     | Vranov nad Dyjí              | karner; u kostela Nanebevzetí Panny Marie                                              | 48°53′42″ s. š., 15°48′49″ v. d.              |
| Rotunda svaté Kateřiny          |         | Kategorie „Rotunda of Saint Catherine in Znojmo“ na Wikimedia Commons                                 | Znojmo     | Znojmo                       | areál přemyslovského hradu                                                             | 48°51′20″ s. š., 16°2′37″ v. d.               |
| Rotunda svatého Hippolyta       |         | Kategorie „Archeological excavations in the Church of Saint Hippolytus (Znojmo)“ na Wikimedia Commons | Znojmo     | Znojmo                       | archeologický nález; průměr 13,5 metru, polovina 11. století; kostel svatého Hippolyta | 48°51′31″ s. š., 16°2′6″ v. d.                |